# BJR
BJR is een Spaans historisch merk van motorfietsen.
De bedrijfsnaam was: Construcciones Mécanicas, Bautista Esplagues, Algemesi.
De Spaanse motorfietsindustrie begon pas na de Tweede Wereldoorlog een rol van enige betekenis te spelen. In de jaren vijftig ontstonden een groot aantal merken, waaronder BJR, dat in 1953 op de markt kwam met lichte motorfietsen. In 1955 verscheen de XZ 125, met een 125cc-tweetaktmotor, vier versnellingen, een swingarm en een telescoopvork. Er kwam een vergelijkbaar zwaarder model, de VZ 175. Deze twee modellen bleven vrijwel onveranderd in productie tot het merk in de eerste helft van de jaren zestig van de markt verdween.